# 中国驻瑞典大使馆
中华人民共和国驻瑞典王国大使馆（瑞典語：Folkrepubliken Kinas ambassad i Konungariket Sverige），简称中国驻瑞典大使馆，是中华人民共和国驻瑞典的外交代表机构。

## 争议

### 战狼外交作风
2021年9月，瑞典外交智库斯德哥尔摩自由世界论坛（Frivärld）发布当中国形象与中国共产党的利益不符时，中国驻瑞典大使馆所采取的行动的审查报告，并敦促中国驻瑞典大使馆停止通过电子邮件针对言论自由、新闻媒体、记者和政治家发起的攻击。Frivärld报告指出，中国大使馆已经改变其外交策略，不再限于在自己的大使馆网站上发表评论，而是向批评者的电子邮件发出警告，试图让持不同政见者、评论员和记者闭嘴，以进行更多的自我审查并遵守中国的利益。当中的例子如瑞典报章Norran推测冠状病毒大流行的可能潜在原因时，中国驻瑞典大使馆通过电子邮件对该报编辑部表示不满。另一起事件是当瑞典记者Jojje Olsson在报导中国对H&M进行抵制时，其个人信箱接到中国驻瑞典大使馆的威胁。他被告知，如果他不停止传播对大使馆的谎言，将对本人产生影响，以及当政治人物评论香港与台湾问题时被大使馆批评。在Frivärld的报告发表后，中国驻瑞典大使馆在其网站上发布批评声明，指「如果没有他们，民主、自由和人权将在世界范围内更加稳固，世界各地的人们将过上更好的生活」。瑞典外相安·林德对此向中国大使馆致电，表明不会接受中国提出谴责智库的要求。Frivärld敦促瑞典外交部召见中国驻瑞典大使桂从友，针对瑞典记者和舆论人士的威胁性电子邮件和嘲讽言论道歉。